# Кутепов, Сергей Иванович
Серге́й Ива́нович Куте́пов (15 [27] ноября 1853 года — 16 [29] сентября 1905 года, Царское Село) — русский военачальник, генерал-майор (с 1901 года), участник Русско-турецкой войны 1877—1878 годов.

## Биография

### Семья
Сергей Иванович Кутепов происходил из дворянского рода Кутеповых.
Его брат — генерал Николай Иванович Кутепов (1 [13] января 1851 — 23 декабря 1907 [5 января 1908]), заведующий хозяйством Императорской охоты, автор многотомного очерка «Великокняжеская, царская и императорская охота на Руси».
Сергей Иванович был женат, имел троих детей. Среди них:
- Александр (4 [16] августа 1881 — 7 ноября 1930, Брюссель). Окончил в 1900 году Павловское военное училище, полковник лейб-гвардии Егерского полка, затем — командир 35-го Сибирского стрелкового полка. Служил с 1918 года по гражданскому управлению в Добровольческой армии, а затем был помощником начальника Государственной стражи в Одессе. Эвакуировался в 1920 году в Константинополь, проживал в Белграде, после чего переехал в Бельгию[1].
- Владимир (1884 — 2 мая 1938, Брюссель). Окончил в 1903 году Пажеский корпус, полковник лейб-гвардии Егерского полка. Служил гвардейских частях и гражданском управлении в Вооружённых силах Юга России. В эмиграции был со старшим братом[2].

### Образование
Окончил в 1871 году 2-ю Московскую военную гимназию, а в 1873 году — 3-е военное Александровское училище по 1-му разряду.

### Служба в Русской армии
18 [30] августа 1873 года из юнкеров вступил в службу армейским прапорщиком и прикомандирован к лейб-гвардии Егерскому полку. 17 [29] августа 1874 года зачислен в гвардию, в лейб-гвардии Егерский полк.
Участвовал в русско-турецкой войне 1877—1878 годов. С 30 августа [11 сентября] 1877 года — подпоручик; 16 [28] апреля 1878 года произведён в поручики. Командир роты. С 17 [29] апреля 1883 года — штабс-капитан; 30 августа [11 сентября] 1888 года — капитан; 30 августа [11 сентября] 1893 года — полковник. Был ктитором полкового храма святого мученика Мирония, для украшения которого приложил много усилий. Так, при нём в подвале под главным алтарём устроена и освящена 21 ноября [3 декабря] 1889 года часовня святителя Николая Чудотворца в память о спасении императорской семьи в Борках, а в 1896 году был произведён капитальный ремонт здания.
31 октября [12 ноября] 1899 года был назначен командиром 147-го пехотного Самарского полка. В 1901 году произведён в генерал-майоры и 6 [19] октября назначен командиром лейб-гвардии 2-го Царскосельского стрелкового батальона. Здесь его усилиями был расширен полковой храм преподобного Сергия Радонежского.
Скончался 16 [29] сентября 1905 года от кровоизлияния в мозг и 19 сентября [2 октября] был погребён за правым клиросом Сергиевской церкви

## Награды
- 1879 год — Орден Святой Анны 4-й степени с надписью «За храбрость» (за переход Балкан).
- 1881 год — Орден Святого Станислава 3-й степени
- 1885 год — Орден Святой Анны 3-й степени
- 1889 год — Орден Святого Станислава 2-й степени
- 1892 год — Орден Святого Владимира 4-й степени
- 1896 год — Орден Святой Анны 2-й степени
- 1898 год — Орден Святого Владимира 3-й степени

## Составитель
- Главная церковная и ризничная опись церкви св. мученика Мирона Л.-гв. егерского полка / Сост. ктитор полк. С. И. Кутепов. — СПб.: тип. Спб. акц. общ. печ. дела Е. Евдокимов, 1889. — 119 с.
- Главная церковная и ризничная опись Церкви св. благоверного великого князя Александра Невского, что на Преображенском военном кладбище с принадлежащей церкви усадьбой / Сост. ктитор Л.-гв. егер. полка полк. С. И. Кутепов. — СПб.: тип. Спб. АО печ. дела Е. Евдокимов, 1900. — 106 с.